# Fédération kosovare de rugby à XV
La Fédération kosovare de rugby (officiellement en anglais : Kosovo Rugby Federation) est l'instance qui régit l'organisation du rugby à XV au Kosovo.

## Historique
La Kosovo Rugby Federation est créée en septembre 2018, et bénéficie de la reconnaissance officielle du Comité olympique du Kosovo. Elle est née sous l'impulsion des féminines du Ragbi Klub Qikat, premier club du pays,,.
Le premier championnat national est ainsi organisé dès la fin de la saison 2018-2019, en catégorie masculine.
Le 3 décembre 2021, la fédération devient membre de Rugby Europe, organisme continental.

## Identité visuelle

Évolution du logo
Logo de 2018 à 2019.
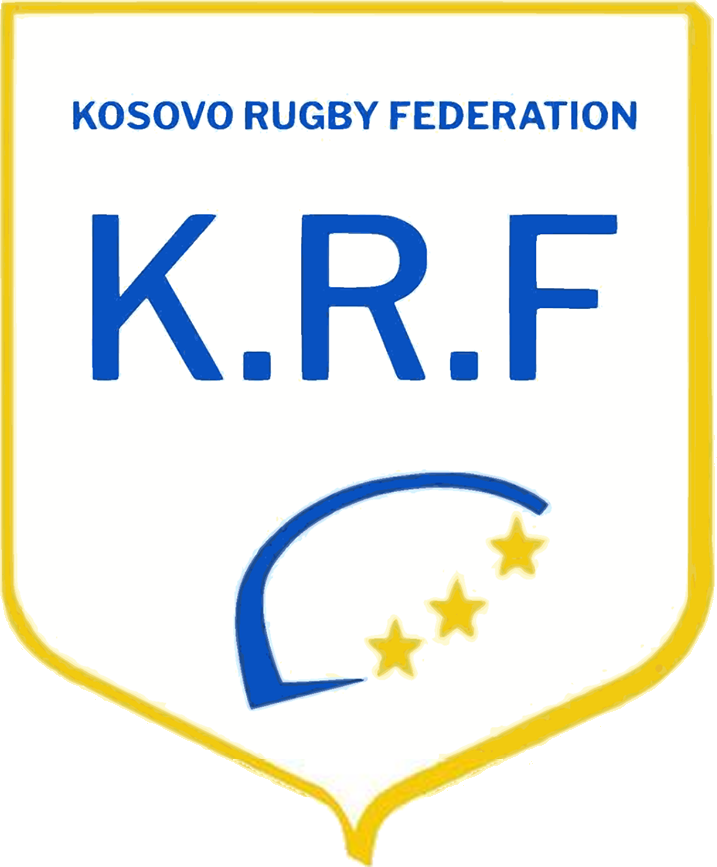
Logo depuis 2019.

## Présidents
Parmi les personnes se succédant au poste de président de la fédération, on retrouve :
- élue en mars 2020 : Afërdita Bytyçi[7],[8]